# Moritz Christian von Paepcke

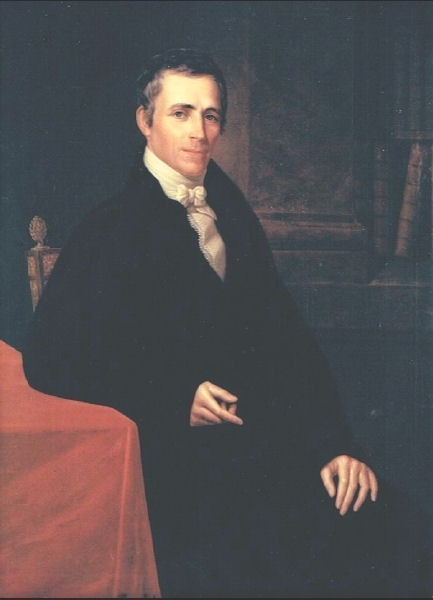
Moritz Christian von Paepcke

Moritz Christian Edler von Paepcke, auch Paepke, (* 10. Januar 1776 in Quassel; † 1. Oktober 1857 in Lütgenhof) war ein deutscher Jurist, Gutsbesitzer und Landtagsdeputierter.

## Leben
Moritz Christian Paepcke entstammte der in Mecklenburg und Vorpommern wirkenden Juristenfamilie Papke/Päpke. Er war ein Sohn des Amtmanns Christian Friedrich Paepcke (1747–1823) und dessen Frau Hippolyta Elisabeth, geb. Schröder. Seine Schwester Louise Juliane Henriette Paepcke (1783–1861) heiratete den Landsyndikus Detlev Friedrich Dreves. Sein Großvater Moritz Christoph Paepcke (1705–1778) hatte 1755 das Gut Quassel sowie Bandekow erworben. Zunächst zu Hause auf Quassel von Privatlehrern unterrichtet, besuchte er ab 1791 die Domschule Güstrow. Er studierte Rechtswissenschaften an den Universitäten Jena und ab 1795 Göttingen. 1798 trat er in den Dienst des Herzogtums Mecklenburg-Schwerin und war in der herzoglichen Justizkanzlei in Schwerin tätig. 1801 wurde er zum Kanzleirat und 1802 zum Wirklichen Justizrat ernannt.
Während der Befreiungskriege stellte er sich 1813/14 als Herzoglich Mecklenburgischer Verpflegungs-Cammissarius bei der Division Vegesack der Nordarmee zur Verfügung; er war auch bei dr Beschaffung von Pferden für die Mecklenburgischen Jäger tätig.
1815 konnte er aus der Konkursmasse von Friedrich von Eyben (1770–1825) dessen großen Besitz im Klützer Winkel, das Gut Lütgenhof mit Vorwerk und Neuvorwerk sowie das Gut Prieschendorf (heute Ortsteil von Dassow), mit Benedictenwerk (= Hanstorf, Ortsteil von Papenhusen), Flechtkrug und Anteil an Tramm (Roggenstorf) erhalten. Damit war er einer der größten Grundbesitzer der Region.
Mit dem Besitz von Lütgenhof war seit dem Mittelalter die Grundherrschaft über den ritterschaftlichen Flecken Dassow verbunden; der jeweilige Eigentümer von Lütgenhof war zugleich Gerichtsherr und Ortsvorsteher von Dassow. Die Verfassung des Fleckens und die Regulierung der Verhältnisse der Einwohner des Fleckens Dassow zu ihrem Gutsherrn, dem Justizrat von Paepke auf Lützenhof wurde ein ständiges Thema. 1857 erließ Großherzog Friedrich Franz II. einen Regulierungsrezess über den Flecken und die Feldmark Dassow, und der Ort erhielt durch Paepcke erstmals eine Grund- und Gemeindeordnung.
Paepcke war vielfältig für die Interessen der landbesitzenden Ritterschaft tätig. Der Mecklenburgische Ritterschaftliche Kreditverein geht vor allem auf seine Initiative zurück, gegründet 1818. Dessen Ziel wie bei vergleichbaren ritterschaftlichen Instituten der Zeit (Ritterschaftliches Kreditinstitut Stade, Calenberger Kreditverein) war, seinen Mitgliedern langfristige Darlehen zu günstigen Konditionen zu gewähren. Die Refinanzierung erfolgte durch die Ausgabe von Pfandbriefen, die durch Hypotheken und Grundschulden abgesichert waren. Ab 1821 war er Deputierter der Ritterschaft des Amtes Grevesmühlen beim Mecklenburgischen Landtag. 1836 bildete sich auf seine Initiative hin eine Actien-Gesellschaft zur Erbauung einer Chaussee von Wismar nach Lübeck. Er sorgte dafür, dass die Debatte darüber, ob ihre Strecke über Schönberg (Mecklenburg) oder über Dassow gehen sollte, zugunsten Dassows entschieden wurde. 1847 wurde die Chaussee im Verlauf der Hansischen Ostseestraße, der heutigen Bundesstraße 105, vollendet. 1812 schied er aus dem Staatsdienst aus.
Aus der Gruppe von bürgerlichen landtagsfähigen Gutsbesitzern wie Theodor Ernst Stever und August Schlettwein, die lange um gleiche Rechte mit den in der ständischen Regierung privilegierten adligen Mitgliedern der Ritterschaft stritten, fiel er insofern heraus, als dass er diese gleichen Rechte seit den 1820er Jahren durch eigene Nobilitierung zu erlangen suchte. Kaiser Ferdinand I. von Österreich erhob ihn mit Diplom, ausgegeben in Wien am 23. Februar 1839, mit dem Prädikat Edler von in den Adelstand. Die Anerkennung durch Großherzog Friedrich Franz II. erfolgte am 21. Oktober 1839. Im Jahr 1840 wurde er in den Mecklenburgischen Adel rezipiert. Ebenfalls 1839 begann er mit dem Neubau von Schloss Lütgenhof.
Bei der Revolution in Mecklenburg (1848) gehörte er zu einer vom außerordentlichen Landtag am 26. April eingesetzten 12-köpfigen Kommission zur Begutachtung der Reformforderungen. Er vertrat eine konservative Position und verlangte für die künftige Mecklenburgische Verfassung ein Zweikammersystem und eine den großen Grundbesitz begünstigende Interessenvertretung. Am Ende des Jahres 1848 wurde er Vorstandsmitglied des auf seine Initiative hin neu gegründeten konservativen Allgemeinen Politischen Vereins für Mecklenburg, „welcher in seinen Statuten seinen Zweck sehr allgemein dahin angab, daß er alle im Lande vorhandenen Kräfte zur Sicherstellung der Freiheit, sowie des Eigenthums und des Wohlstandes aller Klassen der Staatsangehörigen vereinigen wolle, aber im Wesentlichen ein Bund zur Wahrung des bedrohten Interesses der Grundaristokratie war.“

## Familie
Moritz Christian war seit 1806 verheiratet mit Henriette Luise Kossel (1789–1862). Das Ehepaar bewirtschaftete bis 1827 auch das Gut Veelböken, das seine Frau aus der Erbmasse ihres Vaters erworben hatte. Die Stammgüter Lütgenhof und Quassel wurden an den Sohn Heinrich Friedrich Ludwig (Edler) vererbt, genannt Henry von Paepcke (1807–1894). Dieser heiratete Mary Therese Canning (1814–1889). Nacherben wurden dann später der gleichnamige Enkel Moritz von Paepcke (1842–1929), respektive seine weiteren Nachfahren.
Die Schwägerin des Moritz Christian Edler von Paepcke, Wilhelmine (1792–1862), war die Mutter von Adolf Friedrich von Schack.

## Werke
- Aktenmäßige Nachricht von den letzten Verhandlungen im Betreff des beabsichtigten Creditvereins ritterschaftlicher Güter in Mecklenburg. Römhild, Lübeck 1818
- Würdigung des in der Nr. 980 und 981 des Schweriner freimüthigen Abendblatts enthaltenen Aufsatzes, unter dem Titel: die dringende Nothwendigkeit, den Credit-Verein der Mecklenburgischen Ritterschaft aufzulösen und neu zu gestalten. Rohde, Lübeck 1838
- Vortrag an die gegenwärtige Landtags-Versammlung zu Malchin in Betreff der beabsichtigten Steuer- und Zoll-Reform : Malchin, den 12ten November 1846. Als Manuscript gedruckt für die Mitglieder der Stände-Versammlung. Piper, Malchin 1846[8]
- Beitrag zur Beantwortung der Frage über die Annahme des Zwei-Cammersystems in dem neuen Verfassungs-Entwurf für Mecklenburg, und wie dasselbe in Ausführung zu bringen sei? Rohde, Lübeck 1848 Digitalisat